# Werkdag
Een werkdag of weekdag van iemand is een dag waarop hij of zij werkt.
Een werkdag in culturele zin is een dag waarop de meeste mensen met een voltijdse baan of deeltijdbaan werken. In de meeste westerse culturen wordt hiermee een van de dagen van maandag tot en met vrijdag bedoeld (oftewel alle dagen van de week behalve het weekend), met uitzondering van algemeen erkende feestdagen.
Alle werkdagen van een week tezamen worden ook wel aangeduid als de werkweek.

## Duitsland
In Duitsland bestaat onderscheid tussen Werktage en Arbeitstage:
- Werktage: maandag tot en met zaterdag (uitgezonderd feestdagen)
- Arbeitstage: maandag tot en met vrijdag (uitgezonderd feestdagen)

In de Duitse wet- en regelgeving is vaak sprake van Werktage, en dit geldt ook voor verkeersborden waarop bijvoorbeeld een geldigheidsperiode genoemd wordt.
Voor mensen uit de buurlanden die in Duitsland deelnemen aan het verkeer, kan het bijvoorbeeld tot verwarring of zelfs boetes leiden voor wie op zaterdag parkeert waar een parkeerverbod voor Werktage geldt.

## Frankrijk
In Frankrijk bestaat onderscheid tussen jours calendaires, jours ouvrables en jours ouvrés:
- Jours calendaires: zondag tot en met zaterdag (inclusief feestdagen)
- Jours ouvrables: maandag tot en met zaterdag (uitgezonderd feestdagen)
- Jours ouvrés: maandag tot en met vrijdag (uitgezonderd feestdagen)

## Nederland
Op 11 juli 1919 werd in Nederland een wet opgesteld waarin de achturige werkdag en een vrije zondag zijn vastgelegd. Vanaf 1960 volgde de invoering van de vrije zaterdag.

## Kantooruren
De uitdrukking tijdens kantooruren verwijst naar de tijden dat kantoren geopend en/of telefonisch bereikbaar zijn.